# Пашківщина
Пашківщина (Пашковщизна, пол. Paszkowszczyzna) — село в Польщі, у гміні Орля Більського повіту Підляського воєводства. Населення — 114 осіб (2011).

## Історія
Вперше згадується 1529 року як оселя боярина Пашка.
У 1975—1998 роках село належало до Білостоцького воєводства.

## Демографія
Демографічна структура станом на 31 березня 2011 року:
|          | Загалом | Допрацездатний вік | Працездатний вік | Постпрацездатний вік |
| -------- | ------- | ------------------ | ---------------- | -------------------- |
| Чоловіки | 57      | 4                  | 26               | 27                   |
| Жінки    | 57      | 7                  | 13               | 37                   |
| Разом    | 114     | 11                 | 39               | 64                   |